# Notre-Dame de Fourvière

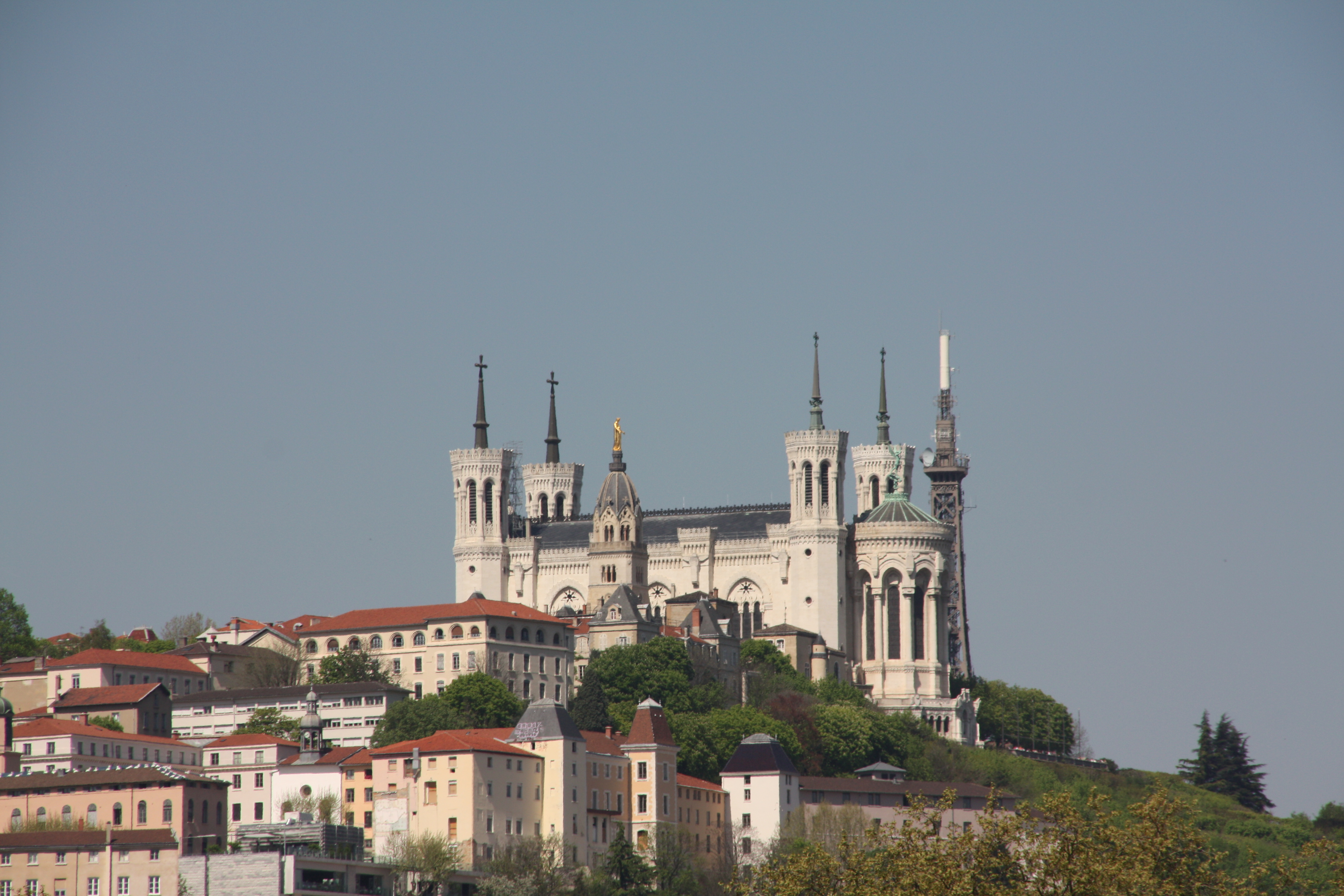
La basílica de Notre-Dame de Fourvière

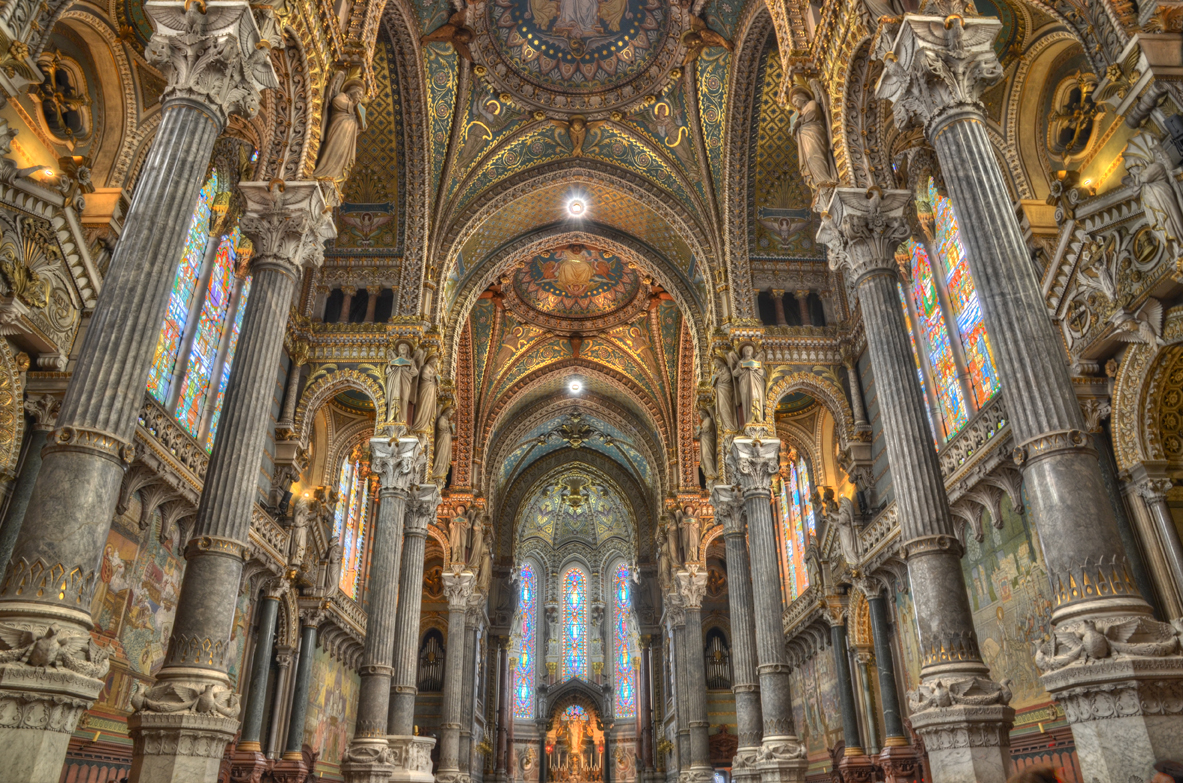
Interior de la basílica

Notre-Dame de Fourvière o Nostra Senyora de Fourvière és una basílica menor de la religió catòlica dedicada a la Mare de Déu que es troba a Lió, França. Situat dalt del turó de Fourvière des del qual es domina una extensa vista panoràmica de la ciutat i el seus voltants, en dies clars és possible veure fins als Alps, és un dels llocs més emblemàtics de Lió.
El turó de Fourvière es troba dins de l'extensa àrea de Lió declarada Patrimoni Mundial per la UNESCO l'any 1998.

## Història
Es creu que en aquest lloc hi havia el fòrum romà de Lugdúnum on l'any 177 van ser martiritzats els anomenats Màrtirs de Lió i Viena.
Al segle xii s'hi va construir una capella dedicada a Sant Tomàs Becket que ben aviat va incorporar el culte a la Mare de Déu del Bon Consell. Malmesa a causa de les Guerres de religió, va ser reconstruïda el 1586.
L'any 1643, arran d'una epidèmia, els consell municipal de Lió va posat la ciutat sota la protecció de la Mare de Déu de Fourvière (voeu des echevins)
Aquest lloc està estretament lligat a l'origen de la congregació dels maristes i de la congregació de religioses de Jesús-Maria durant la primera meitat del segle XIX
El 1852 es va col·locar dalt del campanar de la capella una imatge de la Mare de Déu de metall daurat obra de Joseph-Hugues Fabisch. La col·locació d'aquesta estàtua és a l'origen de la popular Fête des Lumières que se celebra cada any a Lió al voltant del 8 de desembre, festa de la Immaculada Concepció
L'actual basílica es va construir arran d'un vot ciutadà durant la guerra francoprussiana (1870). Els arquitectes van ser el lionés Pierre Bossan, succeït a la seva mort (1888) pel seu col·laborador Louis Sainte-Marie Perrin. La primera pedra es va posar el 1872 i l'església va ser consagrada el 1896. L'any següent li va ser atorgat el títol de basílica menor.
Com el Sacré Coeur de París, Notre-Dame de la Garde a Marsella o el Temple Expiatori del Sagrat Cor del Tibidabo, a Barcelona, entre d'altres, el Santuari de Fourvière es un exemple destacat d'aquelles esglésies emblemàtiques construïdes durant el segle xix en llocs elevats dominant les ciutats per tal de fer-hi ben visible l'empremta de l'església catòlica.

## Descripció
La basílica és un edifici molt representatiu de l'arquitectura eclèctica del segle xix, que combina referències a diversos estils del passat, sense que cap d'ells predomini de forma clara. Destaca pel fet poc habitual de tenir quatre torres i sobretot per la rica decoració de l'interior, que desplega un extens programa iconogràfic dedicat a la Mare de Déu. Són igualment notables les escultures de l'exterior.
De la decoració interior en sobresurten els mosaics. Els d'un costat de la nau fan referència a grans fites històriques marianes (Concili d'Efes, Batalla de Lepant, Proclamació del dogma de la Immaculada Concepció) i els de l'altre costat a grans fites de la religió catòlica en la història de França (Arribada de sant Potí a Lió, Joana d'Arc a Orleans, dedicació de França a la Mare de Déu per Lluís XIII). Els dissenys són de l'artista Charles Lameire, especialitzat en aquest tipus de labors decoratives, i la realització tècnica dels mosaics va ser a càrrec del taller Guilbert-Martín de Paris. En la decoració crida l'atenció la multitud d'àngels que en formen part.
La imatge de la Mare de Déu que presideix el temple és una escultura obra de Paul-Émile Millefaut (1892)
Als peus de la nau, una pintura mural de grans dimensions obra de Victor Orsel representa la Mare de Déu protegint la ciutat de Lió.
Sota la basílica s'hi troba una àmplia cripta dedicada a Sant Josep.
La basílica fa 86 metres de llargada per 35 d'amplada. Les torres s'alcen fins a 48 metres.
A l'entorn de la basílica hi ha l'antiga capella de la Mare de Déu, la capella de sant Tomàs, diversos espais d'acollida i un museu d'art religiós. Així mateix, els jardins que davallen des del turó fins a la ciutat estan dedicats al Rosari, amb les parts d'aquesta pregària catòlica marcades a terra per a poder-les resar.
A l'esplanada davant de la basílica, una estàtua (obra d'Élisabeth Cibot) recorda l'estada del papa Joan Pau II en aquest lloc l'any 1986